# Courcelles-lès-Lens
Courcelles-lès-Lens is een gemeente in het Franse departement Pas-de-Calais (regio Hauts-de-France). De plaats maakt deel uit van het arrondissement Lens. Courcelles-lès-Lens telde op 1 januari 2022 8.015 inwoners.

## Geografie
De oppervlakte van Courcelles-lès-Lens bedroeg op 1 januari 2022 5,56 vierkante kilometer; de bevolkingsdichtheid was toen 1.441,5 inwoners per km².

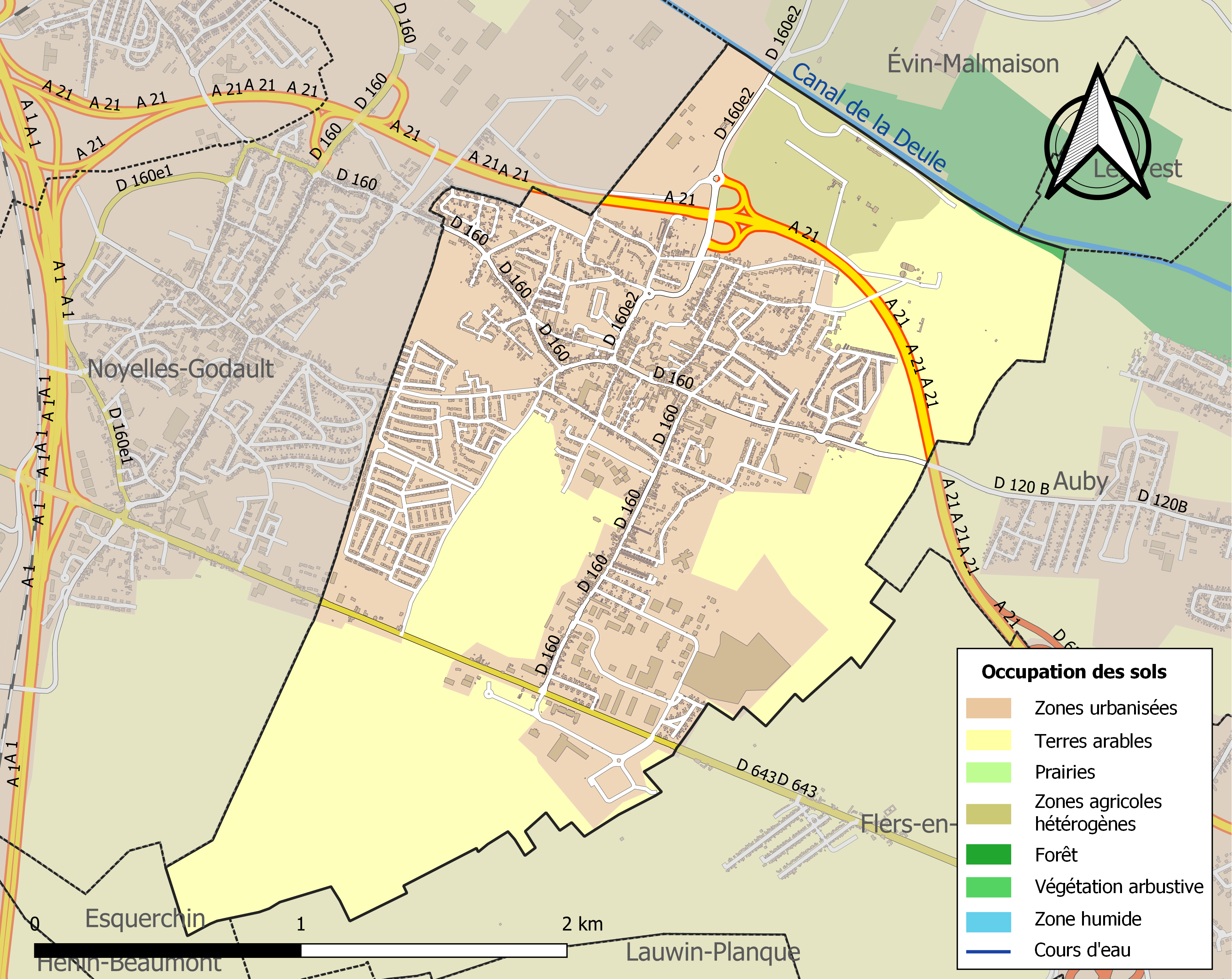
Kaart van de gemeente met belangrijkste infrastructuur, bodemgebruik en omliggende gemeenten

## Demografie
Onderstaande figuur toont het verloop van het inwonertal (bron: INSEE-tellingen).